# 日本アルコール販売
日本アルコール販売株式会社（にほんアルコールはんばい）は日本の事業法アルコールなどの仕入れ・製造・販売等を行う企業。日本アルコール産業グループ（アル販グループ）の中核企業である。

## 沿革
- 1947年（昭和22年）10月18日 - 政府専売アルコール[注釈 2]の元売捌人のアルコール興業株式会社として設立。
- 1956年（昭和31年）
  - 2月1日 - 酒精産業株式会社と合併。商号を日本アルコール販売株式会社とする。
  - 11月8日 - 輸送部門等を独立させ、子会社の信和興業株式会社（現在の信和アルコール産業株式会社）を設立。
- 1969年（昭和44年）4月1日 - 専売アルコール以外の商品販売部門などを独立させ、子会社の日本化成品株式会社を設立。
- 2000年（平成12年）7月7日 - グループ内の物流部門を集約し、日本アルコール物流株式会社を設立。
- 2001年（平成13年）4月1日 - 日本化成品株式会社と合併。
- 2006年（平成18年）3月3日 - ペトロブラス（ブラジル石油会社）との合弁で、エタノールの輸入会社である日伯エタノール株式会社を設立。
- 2008年（平成20年）3月31日 - 日本アルコール産業の株式の約66.6％（発行済み株式6万株のうち、売出株式3万9999株の全数）を取得し、連結子会社とする[2]。

## グループ会社
- 日本アルコール産業
- 日本合成アルコール
- 信和アルコール産業
- 日本アルコール物流
- アルコール海運倉庫
- 日伯エタノール